# NGC 6972
NGC 6972 é uma galáxia espiral (S0-a) localizada na direcção da constelação de Delphinus. Possui uma declinação de +09° 53' 59" e uma ascensão recta de 20 horas, 49 minutos e 58,9 segundos.
A galáxia NGC 6972 foi descoberta em 15 de Agosto de 1863 por Albert Marth.